# Scottish First Division 2004/05
Die Scottish Football League First Division wurde 2004/05 zum 30. Mal als nur noch zweithöchste schottische Liga unter diesem Namen ausgetragen. In der zweithöchsten Fußball-Spielklasse der Herren in Schottland traten in der Saison 2004/05 10 Klubs in insgesamt 36 Spieltagen gegeneinander an. Jedes Team spielte jeweils viermal gegen jedes andere Team. Bei Punktgleichheit zählte die Tordifferenz.
Die Meisterschaft gewann der FC Falkirk, der sich damit gleichzeitig die Teilnahme an der Premier-League-Saison 2005/06 sicherte. Absteigen in die Second Division mussten Partick Thistle und die Raith Rovers. Torschützenkönig mit 17 Treffern wurde Darryl Duffy vom FC Falkirk.

## Statistiken

### Abschlusstabelle
| Pl. | Verein                  | Sp. | S  | U  | N  | Tore    | Diff. | Punkte |
| --- | ----------------------- | --- | -- | -- | -- | ------- | ----- | ------ |
| 1.  | FC Falkirk              | 36  | 22 | 9  | 5  | 066:300 | +36   | 75     |
| 2.  | FC St. Mirren           | 36  | 15 | 15 | 6  | 041:230 | +18   | 60     |
| 3.  | FC Clyde                | 36  | 16 | 12 | 8  | 035:290 | +6    | 60     |
| 4.  | Queen of the South      | 36  | 14 | 9  | 13 | 036:380 | −2    | 51     |
| 5.  | Airdrie United (N)      | 36  | 14 | 8  | 14 | 044:480 | −4    | 50     |
| 6.  | Ross County             | 36  | 13 | 8  | 15 | 040:370 | +3    | 47     |
| 7.  | Hamilton Academical (N) | 36  | 12 | 11 | 13 | 035:360 | −1    | 47     |
| 8.  | FC St. Johnstone        | 36  | 12 | 10 | 14 | 038:390 | −1    | 46     |
| 9.  | Partick Thistle (A)     | 36  | 10 | 9  | 17 | 038:520 | −14   | 39     |
| 10. | Raith Rovers            | 36  | 3  | 7  | 26 | 026:670 | −41   | 16     |

Platzierungskriterien: 1. Punkte – 2. Tordifferenz – 3. geschossene Tore – 4. Direkter Vergleich (Punkte, Tordifferenz, geschossene Tore)
| Saison 2004/05 |

| Zum Saisonende 2003/04 |                                       |
| (A)                    | Absteiger aus der Premier League      |
| (N)                    | Neuaufsteiger aus der Second Division |